# Обнажённая шпора
«Обнажённая шпора» (англ. The Naked Spur) — классический американский текниколоровый вестерн, снятый режиссёром Энтони Манном в 1953 году с Джеймсом Стюартом в главной роли — третьем их совместном фильме в жанре вестерн. Сценарий был написан Сэмом Рольфом и Гарольдом Джеком Блумом, который был номинирован в 1954 году на премию Американской киноакадемии за лучший оригинальный сценарий, редкое признание для жанра вестерн в мире кино (премию Оскар в 1954 году получил сценарий фильма «Титаник» (1953, реж. Жан Негулеско). Фильм снял оператор Уильям С. Меллор, оригинальная партитура музыки была написана Брониславом Капером.

## Сюжет

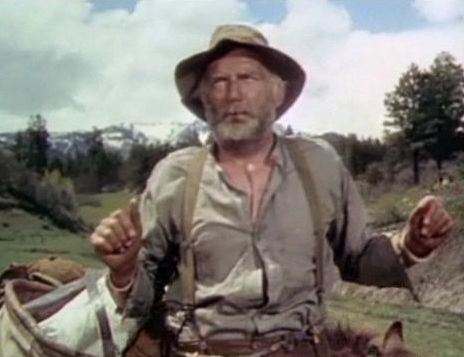
Старатель Джесси Тейт (Миллард Митчелл) не обрадован неожиданной встрече в горах

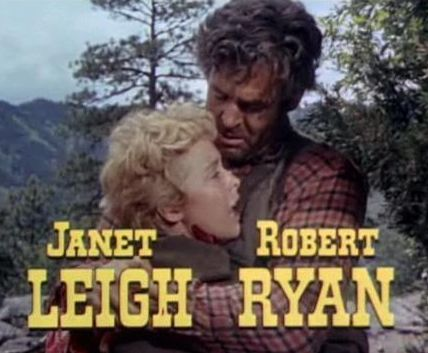
Бен Вандергрот (Роберт Райан), голова которого оценивается в 5000 долларов, и его спутница Лина Пач (Джанет Ли)

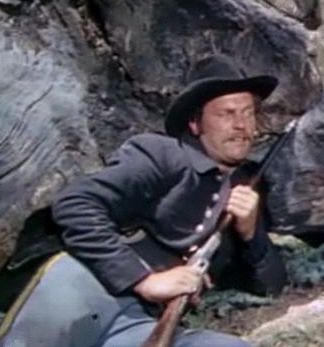
Бывший лейтенант-федерал Рой Андерсон (Ральф Микер) привычно держит в руках винчестер

1868 год. Бывший фермер и ветеран Гражданской войны Говард Кемп (Джеймс Стюарт) из Канзаса, ставший волей случая охотником за головами, отправляется на поиски Бена Вандергрота (Роберт Райан), разыскиваемого за убийство маршала в Абилине (штат Канзас) и за голову которого обещано вознаграждение в 5000 долларов. С помощью этих денег Кемп хочет выкупить обратно своё ранчо, которое он потерял по вине своей бывшей невесты, сбежавшей со своим новым возлюбленным, пока Кемп находился в армии.

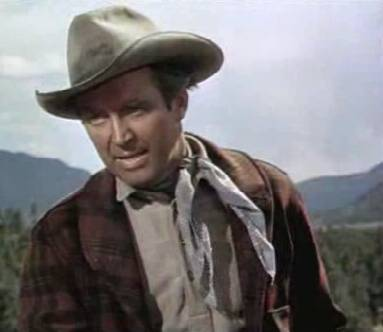
Говард Кемп (Джеймс Стюарт) готов пойти на всё, чтобы доставить убийцу шерифа в Канзас

В Скалистых горах Колорадо он встречает старого золотоискателя Джесси Тэйта (Миллард Митчелл), который видел следы, и предлагает ему двадцать долларов, если тот поможет ему отыскать беглеца. На выстрелы Вондергота, устроившего засаду, неожиданно появляется незнакомец в форме лейтенанта федеральных войск. Приняв их за охотников за индейцами, он представляется лейтенантом Ройем Андерсоном (Ральф Микер) и показывает свои документы, из которых следует, что он был уволен из армии за бесчестный проступок. Андеросон предлагает свою помощь, и им всем вместе вскоре удаётся выйти на Бена Вандергрота, схватить его и его спутницу Лину Пач (Джанет Ли). Она оказывается дочерью его друга, Фрэнка Патча, застреленного при попытке ограбления банка в Абилине.
Присоединившиеся Тэйт и Андерсон, которые до этого принимали Кемпа за шерифа и не подозревали об истинной его роли, узнают от Вандергрота о 5000 долларах награды за его голову и настаивают на своей доле вознаграждения. Несмотря на то, что награду за пойманного убийцу теперь придётся разделить, Кемпу не остаётся ничего другого, как согласиться.
На обратном долгом пути в Абилин Вандергрот, не оставляя мысли сбежать, пытается играть на противоречиях между охотниками за головами, используя их корыстолюбие и стремясь столкнуть их между собой. После спровоцированного Андерсоном нападения индейцев Кемп получает ранение в ногу и вынужден остановить отряд на привал. Лина ухаживает за раненым Говардом, и постепенно между ними возникает чувство.
Путешествие продолжается и однажды ночью, старатель Тейт, соблазнённый рассказом Бена Вандергрота об известном только ему местонахождении золотой жилы, решается освободить ему руки и отправиться с ним и его спутницей в путь. После того, как Бен хладнокровно расправляется со ставшим ему ненужным старым Джесси, Лина окончательно отворачивается от Бена.
Вандергрот вновь устраивает засаду на высокой скале, чтобы расправиться с Кемпом и Андерсоном. Карабкаясь по отвесной скале, Кемп цепляется за выступы и трещины как крюком с помощью своей массивной ковбойской шпоры с звёздочкой. Добравшись до вершины, он неожиданно наносит Бену удар в лицо шпорой, прежде чем тому удаётся нажать на спусковой крючок. Застреленный Андерсоном Вандергрот падает в бурную горную реку и запутывается в корнях деревьев. При попытке вытащить убитого Бена из реки погибает сам Рой. Из последних сил Кемп тянет веревку с телом Бена и в ярости клянётся, что он доставит его обратно, чтобы вернуть свою землю. Приторочив тело Бена к седлу, он собирается отправиться в путь. Лина умоляет Кемпа отказаться от этих кровававых денег, говоря ему, что готова поехать с ним, выйти за него замуж и жить с ним на ранчо. Говард с отвращением понимает, как далеко он зашёл и что Лина стала ему дороже, чем ожидаемая награда. Похоронив Бена, Говард и Лина решают направиться в Калифорнию, навсегда распрощавшись со своим прошлым.

## В ролях
- Джеймс Стюарт — Говард Кемп
- Джанет Ли — Лина Пач
- Роберт Райан — Бен Вандергрот
- Миллард Митчел — Джесси Тейт
- Ралф Микер — Рой Андерсон

## Что осталось за кадром
- Премьера фильма состоялась 6 февраля 1953 года в Денвере (Колорадо), США.
- Фильм снимался к северу от Дуранго (штат Колорадо).
- Сценарий фильма «Обнажённая шпора» позднее был адаптирован Аланом Ульманом (Alan Ullman) как роман (New York, Random House, 1953). По сообщению «Нью-Йорк Таймс», Ульман считал награду в размере 5000 долларов за голову Бена Вандергрота непомерно высокой. Его собственные изыскания показали, что максимальная сумма, которую в 1868 году заплатили за голову убийцы, составила около 800 долларов.

## Энтони Манн и Джеймс Стюарт
В 1950 годы, начало эпохи «нового вестерна» и время расцвета этого жанра в американском кино, Энтони Манн утвердился, прежде всего благодаря своим фильмам с участием Джеймса Стюарта в главной роли, как значительный представитель режиссёров этого направления, которые делали упор на тщательную прорисовку характеров своих героев и показ различных психологических аспектов эпохи так называемого Дикого Запада. Главный пафос вестернов этого времени — это надежда на перемены к лучшему, на наступление новых времён. C 1950 по 1955 гг. Джеймс Стюарт снялся в восьми фильмах Энтони Манна, но наиболее запоминающимися и лучшими стала серия из пяти новаторских классических вестернов режиссёра, объединённых между собой главным героем, которого его прошлое никогда не отпускает и держит прочно и присутствие которого в кадре говорит больше, чем высказанные им слова.
Снятые в самом начале в 1950 году картина «Винчестер '73» и в 1952-м «Излучина реки», затем последовавшие за ними «Обнажённая шпора» (1953) (номинация на Оскар за оригинальный сценарий), «Далёкий край» (1954) и «Человек из Ларами» (1955) придали жанру новый импульс и оказали своё влияние на появление в американском кино известных вестернов 1960—1970-х гг.
В своих фильмах Энтони Манну удалось по-новому развернуть жанр вестерна в сторону исследования психологии, тёмных сторон личности героев, иногда жёсткого противостояния их характеров, использовав для этой цели как драматизм суровой природы, так и открытые ландшафты, привнеся при этом в вестерн чувственность как никакой другой режиссёр. Земля и небо, вода и просторы лесов и гор, определяют жизнь героев, и в этих условиях выживает только тот, кто в состоянии интерпретировать их знаки.
Кроме того, в фильмах «Винчестер '73» (1950) и «Обнажённая шпора» (1953) Энтони Манн, будучи по существу трагическим режиссёром жанра, доводит своего воплощённого Джеймсом Стюартом протагониста, ветерана Гражданской войны, которого внутренние противоречия постоянно толкают к выбору между насилием и моралью, даже до состояния настоящей истерии. После недавно закончившейся Второй мировой войны подобное в полной мере было отражением всех её ужасов.
Джеймс Стюарт сделал больше фильмов с Энтони Манном, чем с любым другим режиссёром и, хотя эти фильмы нечасто упоминаются в одном ряду с таким творческими парами, как Стэнли Донен и Одри Хепбёрн, Джон Форд и Джон Уэйн, однако их сотрудничество является одним из самых успешных в истории кино.

## Награды, номинации, признание
- Премия «Оскар» за лучший оригинальный сценарий (1954): — номинация
- В 1997 году Библиотека Конгресса США внесла фильм «Обнажённая шпора» (1953) в Национальный реестр фильмов США как «культурно, исторически и эстетически значимый» (Ref. 34).

## Критика
- Джонатан Розенбаум (США): «Джеймс Стюарт в паре с Робертом Райяном играет нехарактерную для себя роль одержимого идеей о награде отвратительного охотника за головами в одном из действительно лучших вестернов Энтонни Манна…»[5].
- Газета «Нью-Йорк таймс»: «В силу того, что вестерн является основным видом киноискусства, слишком часто выступающим в качестве банального средства для трактовки стандартных ситуаций и диалогов, приятно отметить, что „Обнажённая шпора“…<>… это — как нельзя больше неожиданно жёсткая и эмоционально напряжённая картина»[6].
- Еженедельник «Variety» (США): «Это напряжённая по накалу, с непавильонными съёмками мелодрама адресуется всем поклонникам жанра вестерна, любящим полный драматизма и суровой правды сюжет без всяких прикрас»[7].
- По мнению известного американского кинокритика и историка кино Леонарда Малтина фильм «Обнажённая шпора» является «… одним из лучших когда-либо снятых вестернов»[8].
- Французский кинопортал «Cinemagora», анализирующий мнение французских и международных критиков, отнёс вестерн к одному из лучших фильмов 1953 года[9].
- Немецкий «Лексикон международных фильмов», приложение к издаваемому с 1947 года в Кёльне авторитетному киножурналу «Фильм-динст» (film-dienst): «Если принять во внимание уровень тогдашних отношений, — это жёсткий вестерн, который можно отнести к разряду средних фильмов, несмотря на последовательное, психологически достоверное развитие сюжета и блестящий актёрский состав»[10].
- Известный немецкий критик и киновед Томас Йеер о фильме: «… что касается характеристики его героев, это — определённо один из значимых вестернов послевоенного времени»[11].